# Неводниця-Наргілевська
Неводниця-Наргілевська (пол. Niewodnica Nargilewska) — село в Польщі, у гміні Юхновець-Косьцельний Білостоцького повіту Підляського воєводства.
Населення — 84 особи (2011).
У 1975-1998 роках село належало до Білостоцького воєводства.

## Демографія
Демографічна структура станом на 31 березня 2011 року:
|          | Загалом | Допрацездатний вік | Працездатний вік | Постпрацездатний вік |
| -------- | ------- | ------------------ | ---------------- | -------------------- |
| Чоловіки | 37      | 6                  | 30               | 1                    |
| Жінки    | 47      | 15                 | 24               | 8                    |
| Разом    | 84      | 21                 | 54               | 9                    |